# The Solo Sessions, Vol. 1
The Solo Sessions, Vol. 1 es un álbum del pianista estadounidense de jazz Bill Evans, lanzado el 18 de septiembre de 1989 por el sello Milestone. Evans grabó The Solo Sessions, Vol. 1 y Vol. 2 en uno solo, el 10 de enero de 1963. The Bill Evans Memorial Library menciona que nunca se intentó su publicación. Scott Yanow del sitio Allmusic le dio dos estrellas y media de cinco, y opinó que es «interesante pero la música no [es] importante». Phil Carroll se encargó de la dirección artística.

## Lista de temas
1. «What Kind of Fool Am I?» [Take 1] (Bricusse, Newley) – 6:15
2. Popurrí: «My Favorite Things»/«Easy to Love»/«Baubles, Bangles, & Beads» (Borodin, Wright, Forrest) – 12:30
3. «When I Fall in Love» (Edward Heyman, Victor Young) – 3:04
4. Popurrí: «Spartacus Love Theme»/«Nardis» (Alex North) – 8:40
5. «Everything Happens to Me» (Tom Adair, Matt Dennis) – 5:44
6. «April in Paris» (Duke, E. Y. Harburg) – 5:51

- Fuente:[1]